# Banque internationale du Bénin
La Banque internationale du Bénin (BIBE) était une banque publique béninoise. 
Elle est membre de Association des banques de l'Afrique de l'Ouest. 

## Siège social
Elle avait son siège au carrefour des trois Banques à Cotonou mais possède également des succursales à Porto-Novo et Parakou. 
La banque est dominée par le Nigeria, avec la First Bank of Nigeria Plc. qui détient 13,6 % des parts, l'Union Bank of Nigeria Plc. (13%), Nigerian Economic Operatives (47,7%), Nigerian Bureau of Public Enterprises (6,7%), puis la First Interstate Merchant Bank Ltd. (11,1%) et enfin les opérateurs économiques béninois avec 8,2%.
En juin 2020, la BIBE est fusionnée avec la Banque africaine pour l’industrie et le commerce dans la Banque internationale pour l’industrie et le commerce.